# World Federation of the Deaf
World Federation of the Deaf är en internationell organisation som verkar för döva personers rättigheter. Organisationen grundades 1951 i Rom och sedan dess håller de en internationell kongress vart fjärde år. 130 länders riksorganisationer är anslutna till World Federation of the Deaf.
Samtliga av de elva styrelseledamöterna är döva. Huvudkontoret ligger i Helsingfors och Markku Jokinen, född 1959 i Finland, är föreningens ordförande.